# ザ・ビッグ昭島店
ザ・ビッグ昭島店（ザ・ビッグあきしまてん）は、東京都昭島市に所在するイオンリテール運営のショッピングセンターである。

## 概要
かつてのさくら銀行（旧三井銀行、現三井住友銀行）グランド跡地に、平和不動産によって設置された。ジャスコ昭島店を核店舗として2003年（平成15年）7月15日にオープンした。ジャスコ昭島店は食品売場に力を入れていた。
近隣にはイオンモールむさし村山（核店舗はイオンむさし村山店）といった大型ショッピングセンターがあり、多摩地域随一の商業規模を誇る立川駅前からもわずか4kmという商業激戦区に位置する。
2009年（平成21年）3月に平和不動産は、テナントのイオンリテールにSCを売却。
イオンリテールは、核店舗のジャスコ昭島店の一部を改装・業態転換し、2009年（平成21年）9月12日にザ・ビッグ昭島店としてリニューアルオープンさせた。当店はジャスコ（現・イオン）のセールも引き続き実施されているため、イオンリテールによる運営が継続されている。2021年（令和3年）6月30日に同じくジャスコとして開業したザ・ビッグ八潮南店（埼玉県八潮市）が「イオン」に転換されてからはイオンリテールが運営する唯一のザ・ビッグとなり、同時に東京都唯一のザ・ビッグでもある。
2010年（平成22年）2月27日には、家電量販店コジマNEWイオン昭島ザ・ビッグ店が出店。2012年（平成24年）にコジマがビックカメラの子会社になった後、2015年（平成27年）11月7日にコジマ×ビックカメラ昭島店にリニューアルしている。

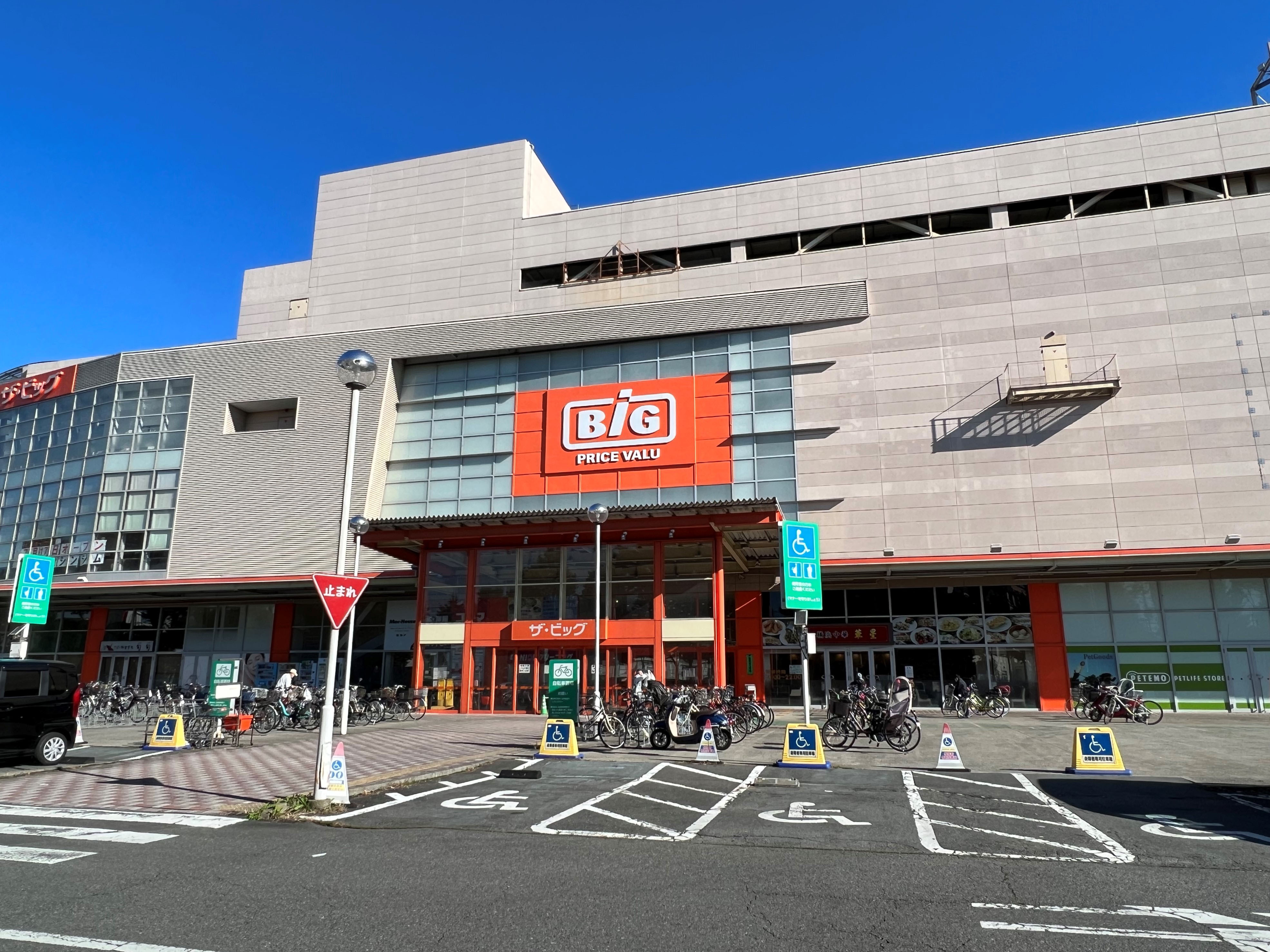
エントランス

## 主なテナント
- ブックオフ（2階） - 古着店のBINGOを併設[10]。
- コジマ×ビックカメラ[9]（2階）
- ダイソー（3階）

## 交通アクセス

### 道路
- 東京都道162号三ツ木八王子線（諏訪松中通り）

### バス
- 立川バス　昭島・IHI線または昭島・箱根ヶ崎線 「瑞雲中学校」停留所下車すぐ

開業当初設定されていた昭島駅北口からの臨時シャトルバスは、2006年2月20日をもって運行を終了した。